# 제39회 홍콩 영화 금상장
제39회 홍콩 영화 금상장은 2020년 5월 6일에 열린 시상식이다.

## 수상 및 후보

### 작품상
- 베터 데이즈 - 증국상 수상
- 아저씨 x 아저씨 - 레이 영
- 마라탕 - 맥희인
- 아임 리빈 잇 - 웡징 팬
- 신 희극지왕 - 주성치

### 감독상
- 베터 데이즈 - 증국상 수상
- 비욘드 더 드림 - 주관위
- 아저씨 x 아저씨 - 레이 영
- 마라탕 - 맥희인
- 엽문4: 더 파이널 - 엽위신

### 각본상
- 베터 데이즈 - 람 윙 섬 외 2명 수상
- 비욘드 더 드림 - 주관위 외 1명
- 아저씨 x 아저씨 - 레이 영
- 마라탕 - 맥희인
- 프린스 에드워드역에서: 내 오랜 남자친구에게 - 노리스 웡 이람

### 남우주연상
- 아저씨 x 아저씨 - 태보 수상
- 베터 데이즈 - 이양천새
- 어 위트니스 아웃 오브 더 블루 - 고천락
- 프린스 에드워드역에서: 내 오랜 남자친구에게 - Pak Hon Chu
- 아임 리빈 잇 - 곽부성

### 여우주연상
- 베터 데이즈 - 주동우 수상
- 비욘드 더 드림 - 세실리아 최
- 마라탕 - 정수문
- 프린스 에드워드역에서: 내 오랜 남자친구에게 - 등려흔
- 파탈 비지트 - 정수문

### 남우조연상
- 아임 리빈 잇 - 장달명 수상
- 어 위트니스 아웃 오브 - 강호문
- 아저씨 x 아저씨 - Lo Chun-Yip
- 아임 리빈 잇 - 만자량
- 신 희극지왕 - Qi Zhang

### 여우조연상
- 아저씨 x 아저씨 - 구가문 수상
- 파탈 비지트 - 채탁연
- 프린스 에드워드역에서: 내 오랜 남자친구에게 - 바오치징
- 마라탕 - 뢰아연
- 아임 리빈 잇 - Yase Liu

### 신인상
- 베터 데이즈 - 이양천새 수상
- 비욘드 더 드림 - 테렌스 라우
- 아저씨 x 아저씨 - 구가문
- 신 희극지왕 - 악정문
- 엽문4: 더 파이널 - Vanda Margraf

### 촬영상
- 베터 데이즈 - 여정평 수상
- 비욘드 더 드림 - Yat Lui Danny Szeto
- 어 위트니스 아웃 오브 더 블루 - Kenny Tse
- 마라탕 - S.K. Yip
- 엽문4: 더 파이널 - 정조강

### 편집상
- 엽문4: 더 파이널 - 장가휘 수상
- 베터 데이즈 - 이보 장
- 어 위트니스 아웃 오브 더 블루 - 나영창 외 1명
- 아저씨 x 아저씨 - 장숙평 외 1명
- 프린스 에드워드역에서: 내 오랜 남자친구에게 - 장숙평 외 1명

### 미술상
- 마라탕 - 장조강 수상
- 어 위트니스 아웃 오브 더 블루 - Chet Chan
- 베터 데이즈 - 홍후 리양
- 엽문4: 더 파이널 - 맥국강
- 아임 리빈 잇 - 만림중

### 의상&메이크업상
- 베터 데이즈 - 오리로 수상
- 마라탕 - 장조강
- 아저씨 x 아저씨 - 반일삼
- 엽문4: 더 파이널 - 이벽군
- 아임 리빈 잇 - 만림중

### 무술감독상
- 엽문4: 더 파이널 - 원화평 수상
- 어 위트니스 아웃 오브 더 블루 - 황위량
- 사도행자 2: 스파이 전쟁 - 전가락 외 3명
- 정도 - 동위
- 화이트스톰2 : 마약전쟁 - 한평 외 1명

### 영화음악상
- 프린스 에드워드역에서: 내 오랜 남자친구에게 - 임이문 수상
- 마라탕 - 유스케 하타노
- 베터 데이즈 - 바르카 뷰헤어
- 엽문4: 더 파이널 - 카와이 켄지
- 아임 리빈 잇 - 피터 캄

### 주제가상
- 베터 데이즈 - Fly 수상
- 마라탕 - Say It Properly
- 프린스 에드워드역에서: 내 오랜 남자친구에게 - My Prince Edward
- 화이트스톰2 : 마약전쟁 - Brotherhood
- 아임 리빈 잇 - 灰色星塵

### 음향효과상
- 엽문4: 더 파이널 - 이요강 외 1명 수상
- 캡틴 파일럿 - Victor Ray Ennis
- 비욘드 더 드림 - 두독지 외 1명
- 마라탕 - 두독지 외 1명
- 화이트스톰2 : 마약전쟁 - 엽소기

### 시각효과상
- 화이트스톰2 : 마약전쟁 - 여국양 외 3명 수상
- 정도 - Jian Xu 외 2명
- 열화영웅 - 황굉달
- 캡틴 파일럿 - 반곡유
- 사도행자 2: 스파이 전쟁 - Kai-Kwan Tam 외 3명

### 신인감독상
- 프린스 에드워드역에서: 내 오랜 남자친구에게 - 노리스 웡 이람 수상
- 대나무로 엮은 경극장 - 척 청
- 아임 리빈 잇 - 웡징 팬
- 사도행자 2: 스파이 전쟁 - 문위홍
- 라이언 록 - 닉 느엉

### 중국, 대만 최고의 영화
- 코끼리는 그곳에 있어 - 후 보 수상
- 반교: 디텐션 - 존 쉬
- 삼국-무영자 - 장이머우